# Quote mining
Quote mining är ett engelskt uttryck utan motsvarighet på svenska, ordagrant citatgruvbrytning. Quote mining är användningen av felaktiga eller missvisande citat med syfte att argumentera för en viss åsikt. Uttrycket syftar på möjligheten att söka igenom stora mängder text i ett ämne för att hitta enstaka formuleringar eller mindre motsägelser som kan användas som stöd för den egna åsikten.
Sådana citat kan användas för att få det att framstå som om den citerade har en motsatt åsikt mot den verkliga. Evolutionsbiologen Theodosius Dobzhansky skriver till exempel om kreationister som använder tekniken.
Metoden omfattar:
- Citat tas ur sitt sammanhang. En text som beskriver ett problem eller en hypotes kan brytas ut ur den omgivande texten som innehåller motargument.
- Ekvivokation, där citatet egentligen behandlar något annat än det som det tycks handla om.
- Uteslutning av ord eller hela stycken som förändrar citatets innebörd, ibland utan att det markeras med uteslutningstecken.
- Tillägg i hakparenteser av föregivet underförstådda ord.
- Redovisningar av andras åsikter citeras som om det var den citerades egna.